# 료 사카자키
료 사카자키(リョウ・サカザキ)는 SNK가 제작한 격투 게임 《용호의 권》에 등장하는 비디오 게임 캐릭터이다. 게임 내에서 극한류 무술의 고수로 활약하며, 가까운 인물로는 친구 로버트 가르시아, 아버지 타쿠마, 여동생 유리가 있다.
《용호의 권》과 같은 세계관을 공유하는 SNK의 타 격투 게임 《아랑전설》과 《부리키 원》 등에 특별출연했으며, '미스터 가라데'라는 예명으로 등장하기도 한다. SNK의 크로스오버 격투 게임 시리즈 《더 킹 오브 파이터즈》에선 '용호의 권' 팀으로 매번 등장하는 고정 출연자이다.
료는 캡콤에서 1987년에 출시된 《스트리트 파이터》를 기획했던 타카시 니시야마가 SNK 이직 후 《스트리트 파이터》 시리즈에 영감을 받아 만들어졌다.

## 구상

### 제작 일화
1UP.com와의 인터뷰에서 타카시 니시야마는 료를 구상하는 데에 《스트리트 파이터》 시리즈로터 영감을 받았다고 말했다.

## 생애
타쿠마 사카자키의 장남으로 태어났다. 어머니를 일찍 여의고 아버지가 행방불명되자 여동생 유리 사카자키를 홀로 키웠는데 그러면서 길거리 싸움 등 온갖 험한 일을 했다.

## 출연

### 비디오 게임
료가 처음 등장한 1992년 《용호의 권》에서는 갱 두목 미스터 빅에게 납치당한 여동생 유리 사카자키를 구하기 위해 친구 로버트 가르시아와 함께 사우스타운으로 향한다. 추격 끝에 '미스터 가라테'라는 자와의 싸움에게서 승리하는데, 마무리를 하려는 순간 유리가 찾아와 말리면서 미스터 가라테가 사실 료와 유리의 아버지인 타쿠마 사카자키임을 알린다.
두번째 작품 《용호의 권 2》 서막에서 타쿠마가 보스 기스 하워드의 협박을 받고 그의 오른팔로 강제로 활동하고 있었음이 밝혀진다. 오해가 풀린 사카자키 가족은 기스가 연 격투대회 '킹 오브 파이터즈'에 참가해 기스를 상대해 승부에서 이기지만 붙잡지 못하고 놓치고 만다. 《용호의 권 외전》에선 로버트에게 주인공 자리를 넘겨준다.
같은 세계관을 공유하는 《아랑전설》 시리즈에선 《아랑전설 스페셜》에서 일인용 모드로 한 번도 지지 않고 게임을 마칠 시 출연한다. 가정용 이식판에선 플레이어 캐릭터로 사용가능하다. 플레이스테이션판 《아랑전설 와일드 앰비션》에선 나이를 든 모습으로 '미스터 가라테'라는 이름으로 등장한다. 《가로우: 마크 오브 더 울브스》에서는 료의 수제자 마르코 로드리게스가 등장한다.
크로스오버 격투 게임 《더 킹 오브 파이터즈》에선 '용호의 권' 팀의 일원으로 꾸준히 등장한다.